# 露西·漢娜
露西·漢娜（Lucy Hannah，1875年7月16日?—1993年3月21日），本姓特雷爾（Terrell），是美國長寿女性。2020年經吉尼斯世界紀錄的確認，取消該頭銜。

## 生年
露西·漢娜於1875年7月16日出生於亞拉巴馬州林登。為了避免大遷移期間的種族主義迫害，她搬到了底特律，並於1901年與約翰·漢娜（John Hannah）結婚。這對夫婦生了8個孩子，在漢娜去世時，其中2個還活著。此外，露西的長壽秘訣可以通過遺傳來解釋，她的兩個姐妹活了100歲，而她的母親在99歲時去世。

## 爭議
據官方統計，露西·漢娜在去世十年後根據鮑姆的研究得到了老年學研究小組（Gerontology Research Group）的證實，然而，不久前，110俱樂部（The 110 Club）的成員也研究了她的長壽，對她的年齡提出質疑。根據他們的數據，漢娜的年齡被誇大了20年，可靠的出生日期是1895年8月12日，則意味著活了97歲。此外，研究人員無法找到任何存在於媒體中的參考資料，以及她的照片。甚至埋葬地點也不為人知。